# سیارک ۱۱۵۰۵۸
سیارک ۱۱۵۰۵۸ (به انگلیسی: 115058 Tassantal، نامگذاری:2003RH8) صد و پانزده هزار و پنجاه و هشتمین سیارک کشف شده‌است که در ۴ سپتامبر ۲۰۰۳ کشف شد.